# 天津武备学堂
天津武备学堂（英語：Tientsin Military Academy），又名北洋武备学堂（英語：Peiyang Military Academy）、陆军武备学堂，位于天津大直沽，是光绪十一年（1885年）直隶总督兼北洋大臣李鸿章在兴办洋务运动中创设，意在通过新式教育培养新式陆军军官等新型军事人才，是中国第一所开展近代军事教育陆军学堂。天津武备学堂成立后，清廷更是向各省推广天津武备学堂成功的经验，各地纷纷兴起了新式陆军学校，且这些学校的办学方针、学校体制、教学内容甚至校名均参照其作法。1900年，八国联军攻陷天津时，天津武备学堂被焚毁。天津武备学堂存在的十五年间，毕业学生多数成为各省新军骨干，其中段祺瑞、冯国璋、王士珍、曹锟等成为北洋军阀首领。

## 歷史

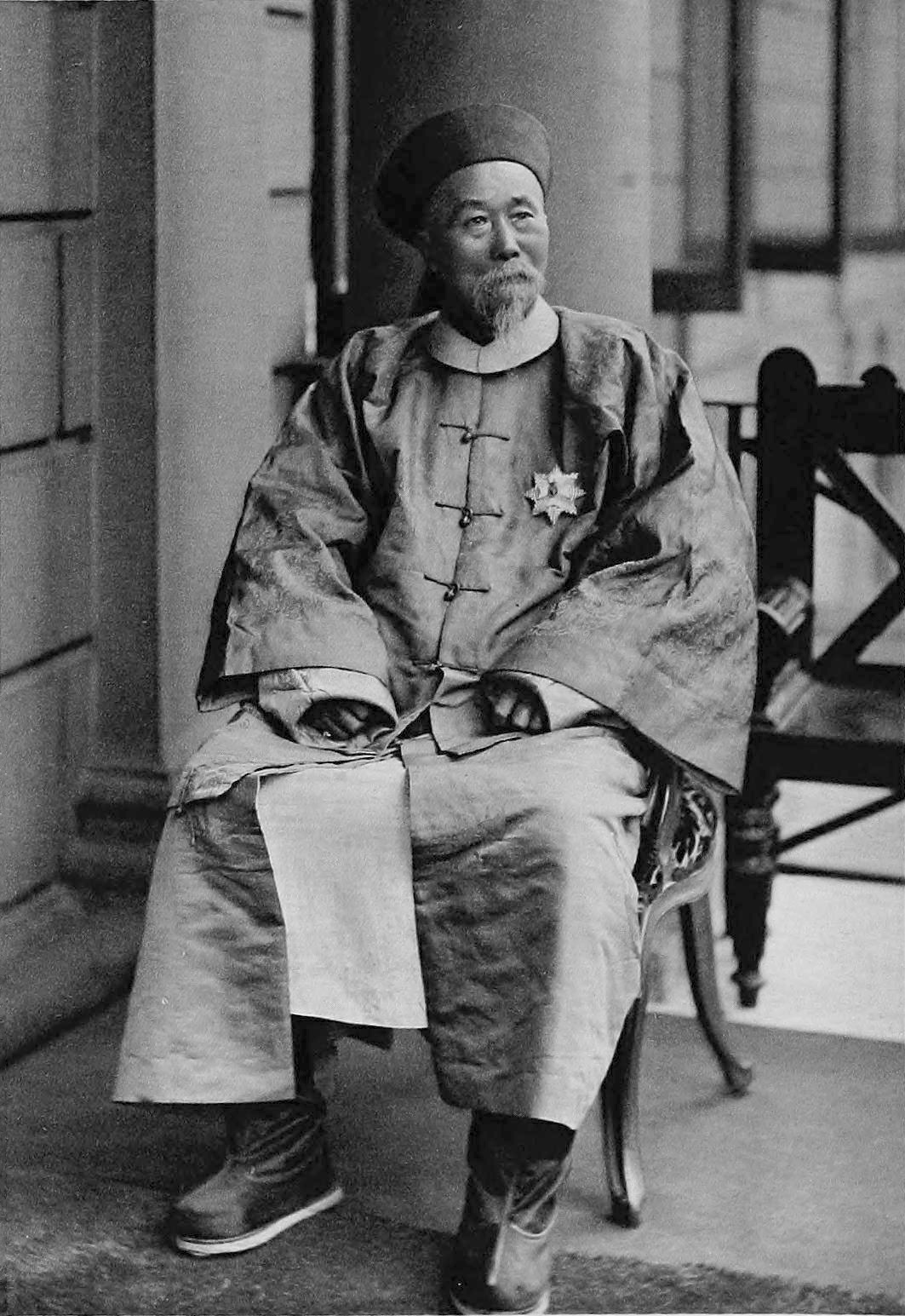
天津武备学堂的创办人李鸿章

创设天津武备学堂的提议，最早出于李鸿章属下周盛波、周盛传兄弟。中法战争期清廷重金聘请的50名德国军官受到排斥，随着1885年战争结束面临去路问题，为建立天津武备学堂提供了一个直接的契机，既解决了德国军官的去处问题，又可以为新建的武备学堂提供师资。
1885年（光绪十一年）正月，直隶总督兼北洋大臣李鸿章在天津仿照西洋军事学院举办天津武备学堂。李鸿章向直隶提督李长乐、广东水师提督曹克忠、广西提督唐仁廉、四川提督宋庆、总统铭军记名提督刘盛休、正定镇叶志超、通永镇吴育仁、大名镇徐道奎、皖南镇史宏祖等下令，要他们“各选弁兵，送堂肄业”，即选取合适士兵，送到天津武备学堂学习。天津武备学堂的首任总办是道员杨宗濂。首期百余学员系从淮军中选拔的基层军官和优秀士兵。学堂初设步、马、炮、工程四科，1890年后增设铁路科。军事教习多聘用德国退役军官。1886年，李鸿章制定了《北洋武备学堂学规》作为学生的行动指南。该学堂的学规章程，奠定了晚清陆军学堂内部制度的基础，后为其它各省创办武备学堂所参用。
五月初五日，在武备学堂试办数月后，由周馥起草、由李鸿章署名上奏了名为《直隶总督李鸿章为天津创设武备学堂拟由海防经费开支等事奏折》的建校的奏折。
每期学生从100多人到300多人不等，学制大部分是一年，个别也有延长至两、三年的。
1889年，天津武备学堂曾派段祺瑞等5名学生赴德国留学。1900年6月，学堂毁于八国联军之炮火。办学第15年共培训各类人员1000余名。
1901年，辛丑条约签订后，天津附近20里地区内不得有中国军队驻扎，天津武备学堂复校无望。袁世凯任直隶总督兼北洋大臣后，遂将天津各项军事机构移于保定。

## 教学

### 学规
1886年，李鸿章制定了《北洋武备学堂学规》作为学生的行动指南。该学堂的学规章程，奠定了晚清陆军学堂内部制度的基础，后为其它各省创办武备学堂所参用。

### 军事课程
天津武备学堂军事课程又称堂内课设置了学习天文、格物、数学、化学等普通课程和兵器、筑城、测绘等军事课程，此外还安排学习外语课与经史课。

### 派遣留学
1889年，天津武备学堂曾派段祺瑞、吴鼎元（后任新军第5镇统制）、商德全（后任清河陆军中学校长、天津镇守使）、滕毓藻（武备校友）、孔庆塘（后任云南临元镇总兵）五名学生赴德国留学。

## 毕业生

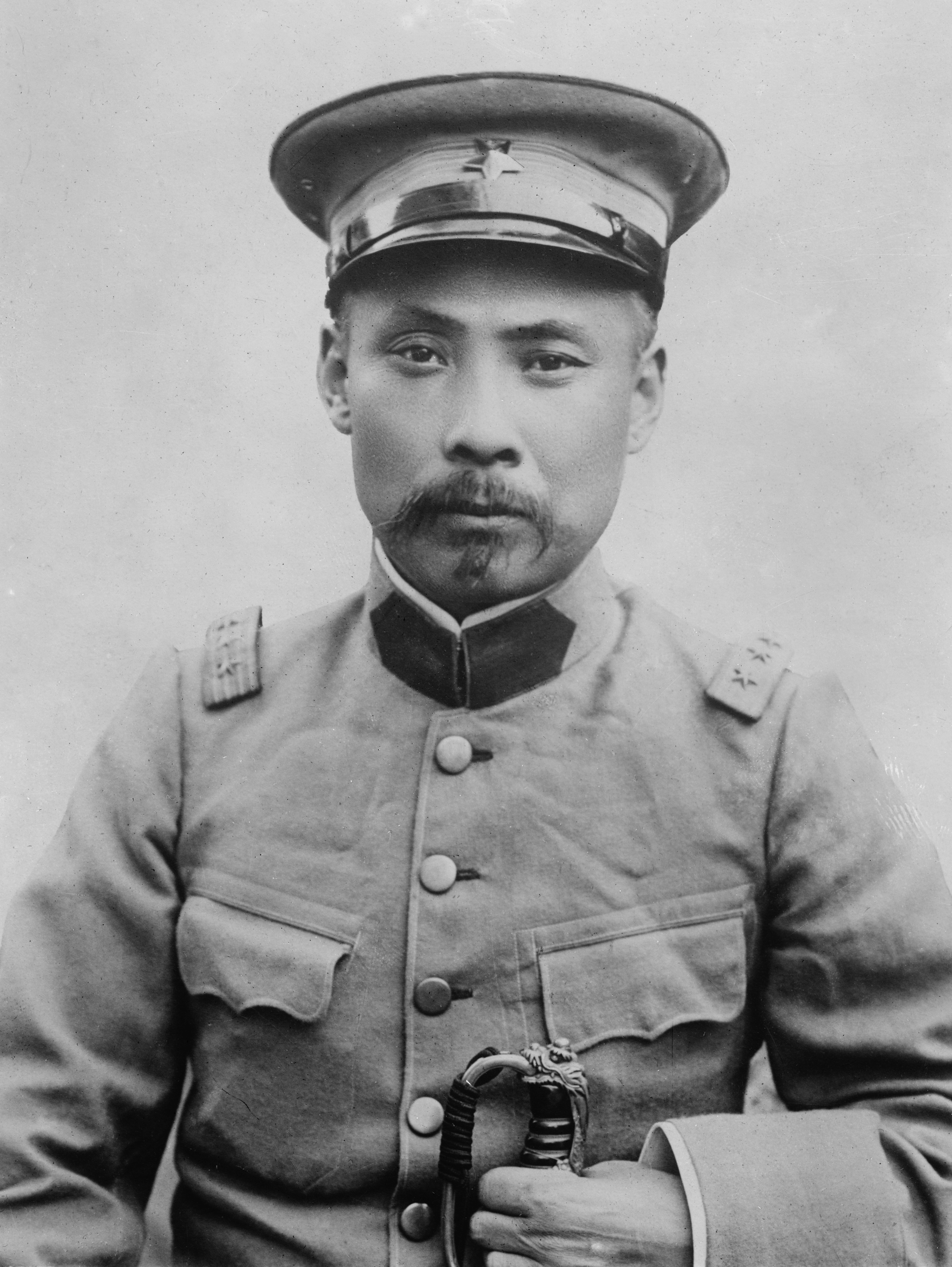
天津武备学堂毕业生段祺瑞

天津武备学堂自创办至1900年被八国联军兵火毁于南市，前后十五年间共培养学生近千人。
在所有学员中，王士珍、段祺瑞、冯国璋、梁华殿成绩最为卓越，时称“北洋四杰”。其他出身本堂的知名人士还包括曹锟、段芝贵、陆建章、李纯、李长泰、陈光远、王占元、何宗莲、张怀芝、杨善德、阎相文、王汝贤、雷震春，以及幼年班学员魏宗瀚、陆锦、吴佩孚等。
学堂下属或衍生的分支与著名毕业生：
开平随营武备学堂：吴恒赞、田献章、崔承炽、董鸿逵、宋玉珍等。
山海关随营学堂：王宾、卢永祥、鲍贵卿、田中玉等。
1896年，袁世凯主持开展小站练兵，并在此基础上新建陆军行营武备学堂，培养了一大批军政人才，主要毕业生有：刘询、孙传芳、张树元、陈乐山、于学忠、徐永昌、靳云鹏、李长泰、陈光远、景启、刘锡钧、唐国治、李得胜、杨汝钦、崔朝俊、韩辉增、赵学治、何兰芬、王风岗、孙鸿中、丁得胜、徐邦杰、任永清、梁华殿、张锡藩、刘承恩、李天保、吴凤岭、李壬霖、申保亨、汪本崇、劳本泉、傅宪武、张心全、张绍曾、王者化、张文元、胡恩光、吴鼎元、孔庆塘、滕毓藻。
上述各学堂及分支共同构成了北洋地区晚清军事人才培养的重要体系。